# Rezerwat przyrody Santockie Zakole

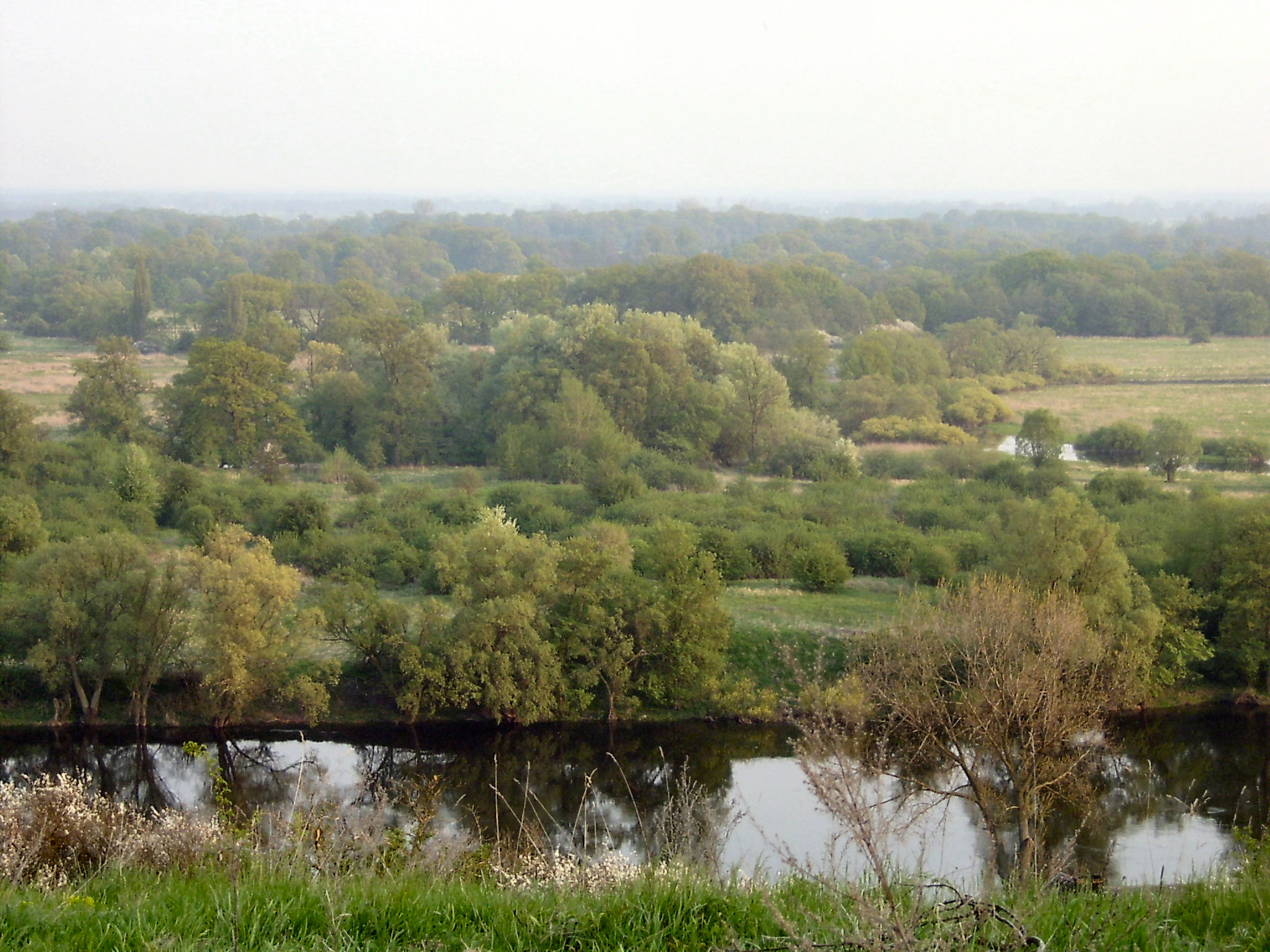
Widok na grodzisko w Santoku i rezerwat Santockie Zakole

Santockie Zakole – faunistyczny rezerwat przyrody w województwie lubuskim, w powiecie gorzowskim, w gminie Deszczno. Obszar rezerwatu stanowi płaski teren zalewowy z licznymi zadrzewieniami, starorzeczami i oczkami wodnymi.
Rezerwat zajmuje powierzchnię 455,8482 ha (akt powołujący podawał 340,91 ha). Jego obszar objęty jest ochroną czynną. Leży w granicach dwóch obszarów sieci Natura 2000: obszaru specjalnej ochrony ptaków „Dolina Dolnej Noteci” PLB080002 oraz specjalnego obszaru ochrony siedlisk „Ujście Noteci” PLH080006.
- dokument powołujący – Rozporządzenie Ministra Ochrony Środowiska, Zasobów Naturalnych i Leśnictwa z dnia 23 grudnia 1998 r. w sprawie uznania za rezerwat przyrody (Dz.U. z 1998 r. nr 166, poz. 1232).
- położenie – Nadleśnictwo Skwierzyna, obręb leśny Glinik, w głębokim zakolu Warty, przy ujściu Noteci, na południe od Santoka i zachód od Starego Polichna.
- przedmiot ochrony – pozostałości lasów łęgowych i innych cennych siedlisk przyrodniczych oraz miejsca bytowania ptactwa wodno-błotnego.
- właściciel i zarządzający – Skarb Państwa w zarządzie Agencji Nieruchomości Rolnych Oddz. Terenowego w Gorzowie Wlkp. i Nadleśnictwa Skwierzyna[4].

Na terenie rezerwatu stwierdzono obecność 177 gatunków ptactwa (lęgowego i przelotnego) m.in. żuraw, gęgawa, kulik wielki, rybitwa białoskrzydła. Z ssaków występuje tu chroniony bóbr oraz wydra. W kępach rośnie ok. 220 pomnikowych dębów szypułkowych o obwodzie 280–650 cm. Występuje tu ponad 300 gatunków roślin naczyniowych, w tym rzadkich jak fiołek mokradłowy, przetacznik błotny, żabiściek pływający, rzęśl długoszyjkowa, osoka aloesowata, selernica żyłkowana, grążel żółty, grzybienie białe.
Nad Wartą obok przeprawy promowej z Santoka znajduje się wczesnośredniowieczne grodzisko.